# Spółgłoska zwarta ejektywna dziąsłowa
Spółgłoska zwarta ejektywna dziąsłowa – rodzaj dźwięku spółgłoskowego występujący w językach naturalnych. W międzynarodowej transkrypcji fonetycznej IPA oznaczanej symbolem: [tʼ].

## Artykulacja

### Opis
W czasie artykulacji wariantu dziąsłowego [tʼ]:
- modulowany jest prąd powietrza powstały w wyniku ruchu krtani do góry przy zwartych wiązadłach głosowych, czyli artykulacja tej spółgłoski wymaga inicjacji krtaniowej i egresji,
- tylna część podniebienia miękkiego zamyka dostęp do jamy nosowej, prąd powietrza uchodzi przez jamę ustną
- prąd powietrza w jamie ustnej przepływa ponad całym językiem lub przynajmniej powietrze uchodzi wzdłuż środkowej linii języka
- przednia część języka lub jego sam koniuszek kontaktuje się tuż za górnymi dziąsłami, tworząc zwarcie. Dochodzi do całkowitego zablokowania przepływu powietrza przez jamę ustną i nosową. Ruch krtani do góry powoduje wzrost ciśnienia i w efekcie do przerwania utworzonej blokady i wybuchu (plozji)
- pozycja języka i ust może zależeć od kontekstu, w jakim występuje głoska.
- wiązadła głosowe są zwarte i nie drgają periodycznie, spółgłoska ta jest bezdźwięczna

### Warianty
Warianty [tʼ] różnią się dokładnym miejscem artykulacji, które przede wszystkim może być zębowe a nie jak opisane powyżej dziąsłowe. (Porównaj warianty [t]: zębowy i dziąsłowy.)

### Przykłady
- w języku czeczeńskim: тӏулг [tʼulg] – kamień
- w dialekcie saanicz: DÁ,ET ['tʼeʔət] – spróbuj